# Santiago Mastrángelo
Santiago Mastrángelo (Montevideo, Uruguay, 6 de agosto de 1990) es un exfutbolista uruguayo. Jugaba de defensa y su último club fue Miramar Misiones.

## Trayectoria
Su primer club fue el Club Atlético Peñarol, donde en 2009 fue ascendido al plantel principal. Debutó oficialmente el 15 de mayo de 2011 por el torneo local ante River Plate.
En agosto de ese mismo año fue vendido a Miramar Misiones, club donde jugaría la mayoría del resto de su efímera carrera futbolística.

## Selección nacional juvenil
Disputó con la selección de fútbol de Uruguay el Campeonato Sudamericano Sub-17 de 2007 jugado en Ecuador.

## Clubes
| Club    | País    | Año         | Part. | Goles |
| ------- | ------- | ----------- | ----- | ----- |
| Peñarol | Uruguay | 2011        | 1     | 0     |
| Miramar | Uruguay | 2011 - 2015 | 58    | 0     |
| Central | Uruguay | 2017        | 19    | 1     |
| Miramar | Uruguay | 2018        | 9     | 0     |
| Total   | Total   | Total       | 87    | 1     |